# Luis Posada

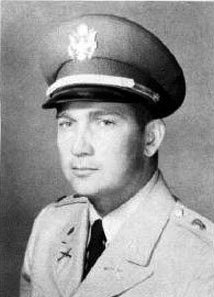
Luis Posada

Luis Posada Carilles (Cienfuegos, 15 februari 1928 - Miami, 23 mei 2018) was een Cubaans terrorist.
Uit vrijgegeven documenten is gebleken dat hij van de jaren '60 tot 1976 op de loonlijst van de CIA stond. In 1976 zou hij een Cubaans passagiersvliegtuig hebben opgeblazen, waarvoor hij in Venezuela werd gearresteerd. Voor zijn veroordeling wist hij echter te ontsnappen. In de jaren 80 leverde hij wapens aan de contra's uit Nicaragua. Volgens de Cubaanse regering pleegde hij in 1997 bomaanslagen op hotels in Cuba. In 2000 werd hij in Panama gearresteerd vanwege een poging Fidel Castro te vermoorden, maar hij verkreeg in 2004 amnestie.
In 2005 vroeg hij politiek asiel in de Verenigde Staten aan. Venezuela en Cuba verzochten om zijn uitlevering. Ze meenden dat de strijd tegen terrorisme van de Verenigde Staten niet serieus te nemen is wanneer zij zelf terroristen op hun grondgebied toelaten. Hij werd inderdaad gearresteerd. Dat was echter niet vanwege zijn vermeende terroristische activiteiten, maar omdat hij illegaal via Mexico het land was binnengekomen. De Venezolaanse president Hugo Chávez verklaarde daarop dat hij de diplomatieke verbindingen met de VS zou verbreken wanneer de VS Posada niet zou uitleveren.
Posada zelf heeft betrokkenheid bij de bomaanslag van 1976 altijd ontkend. Betrokkenheid bij de aanslagen van 1997 heeft hij ontkend noch bevestigd.
Hij overleed op 90-jarige leeftijd in Florida.